# Казмунайтениз
ТОО «МНК „КазМунайТениз“» — казахстанская нефтяная компания, занимающая морскими проектами НК КазМунайГаза. Товарищество с ограниченной ответственностью «Морская нефтяная компания „КазМунайТениз“» создано в соответствии с приказом № 80 президента ЗАО НК «КазМунайГаз» от 14 марта 2003 года и является 100%-ным дочерним предприятием АО НК «КазМунайГаз».
«КазМунайТениз» — компания, осуществляющая нефтяные операции на море и прибрежных территориях (Каспийского и Аральского морей) путём эффективного управления морскими проектами.
В 2012 году компания заявила о переезде офиса в Актау.
Основной целью деятельности компании является выполнение функций подрядчика в контрактах на недропользование в морских проектах, а также реализация функций по эффективному и рациональному освоению нефтегазовых ресурсов Казахстана, прироста и дальнейшего увеличения ресурсов нефти и газа.
В рамках подписанных контрактов:
- Тюб-караган (с «Лукойлом»)
- Аташский (с «Лукойлом»)
- Жамбай (испанская «Репсоль», «Лукойл»)
- Курмангазы (с «Роснефтью»)
- Арал (с JNNK)
- Блок Жемчужина, (с «Шелл», «Оман Ойл»)